# إليوت هاندلر
إليوت هاندلر  (بالإنجليزية: Elliot Handler)‏ (09 أبريل 1916 - 21 يوليو 2011 ) مخترع رجل أعمال أمريكي، والمؤسس المشارك لشركة ماتيل. قام مع زوجته بتطوير بعض من الألعاب الأكثر مبيعا في التاريخ الأمريكي، بما فيها باربي ، تشاتي كاثي ، كريبي كرالرز ، وهوت ويلز.